# Halifax (circonscription fédérale)
Pour les articles homonymes, voir Halifax.
Circonscription électorale fédérale du Canada
Halifax est une circonscription électorale fédérale canadienne située dans la province de la Nouvelle-Écosse. Elle comprend la plupart de la ville d'Halifax ainsi que la côte atlantique au sud de la ville. L'Île de Sable fait également partie de la circonscription.
Les circonscriptions limitrophes sont Halifax-Ouest, Dartmouth—Cole Harbour et Sackville—Eastern Shore.

## Historique
La circonscription d'Halifax a été créée en même temps que la Confédération canadienne en 1867. Jusqu'en 1968, la circonscription était représentée par deux députés.

## Députés
1867 - 1968
| Législature | Années    | Député                     | Député                      | Parti                     | Député                 | Député                  | Parti                     |
| ----------- | --------- | -------------------------- | --------------------------- | ------------------------- | ---------------------- | ----------------------- | ------------------------- |
| Halifax     |           |                            |                             |                           |                        |                         |                           |
| 1re         | 1867–1869 |                            | Alfred Gilpin Jones         | Anti-confédération        |                        | Patrick Power           | Anti-confédération        |
| 1re         | 1869-1870 |                            | Alfred Gilpin Jones         | Indépendant               |                        | Patrick Power           | Libéral                   |
| 1re         | 1870-1874 |                            | Alfred Gilpin Jones         | Indépendant               | Libéral indépendant    | Patrick Power           |                           |
| 2e          | 1872–1874 |                            | William Johnston Almon      | Libéral-conservateur      |                        | Stephen Tobin           | Libéral                   |
| 3e          | 1874–1878 |                            | Patrick Power (2)           | Libéral indépendant       |                        | Alfred Gilpin Jones (2) | Indépendant               |
| 4e          | 1878–1882 |                            | Matthew Henry Richey        | Libéral-conservateur      |                        | Malachy Bowes Daly      | Libéral-conservateur      |
| 5e          | 1882–1883 |                            | Matthew Henry Richey        | Libéral-conservateur      |                        | Malachy Bowes Daly      | Libéral-conservateur      |
| 5e          | 1883-1887 | John Fitzwilliam Stairs    |                             | Libéral-conservateur      |                        | Malachy Bowes Daly      | Libéral-conservateur      |
| 6e          | 1887–1891 |                            | Alfred Gilpin Jones (3)     | Libéral                   | Thomas Edward Kenny    | Conservateur            |                           |
| 7e          | 1891–1896 |                            | John Fitzwilliam Stairs (2) | Conservateur              | Thomas Edward Kenny    | Conservateur            |                           |
| 8e          | 1896–1900 | Robert Borden              |                             | Conservateur              | Benjamin Russell       | Libéral                 |                           |
| 9e          | 1900–1904 | Robert Borden              | William Roche               | Conservateur              |                        | Libéral                 |                           |
| 10e         | 1904–1908 |                            | William Roche               | Michael Carney            | Libéral                | Libéral                 |                           |
| 11e         | 1908–1911 |                            | Thomas Edward Kenny         | Conservateur              |                        | Adam Brown Crosby       | Conservateur              |
| 12e         | 1911–1917 |                            | Thomas Edward Kenny         | Conservateur              | Thomas Edward MacLean  | Libéral                 |                           |
| 13e         | 1917–1921 | Peter Francis Martin       |                             | Conservateur              | Thomas Edward MacLean  | Unioniste               |                           |
| 14e         | 1921–1922 |                            | Edward Blackadder           | Libéral                   | Thomas Edward MacLean  |                         | Libéral                   |
| 14e         | 1922-1923 | Robert Emmett Finn         |                             | Libéral                   | Thomas Edward MacLean  |                         | Libéral                   |
| 14e         | 1923-1925 | Robert Emmett Finn         |                             | Libéral                   | William Anderson Black | Conservateur            |                           |
| 15e         | 1925–1926 |                            | Felix Patrick Quinn         | Conservateur              | William Anderson Black | Conservateur            |                           |
| 16e         | 1926–1930 |                            | Felix Patrick Quinn         | Conservateur              | William Anderson Black | Conservateur            |                           |
| 17e         | 1930–1935 |                            | Felix Patrick Quinn         | Conservateur              | William Anderson Black | Conservateur            |                           |
| 18e         | 1935–1940 |                            | Gordon Benjamin Isnor       | Libéral                   |                        | Robert Emmett Finn      | Libéral                   |
| 19e         | 1940–1945 | William Chisholm Macdonald | Gordon Benjamin Isnor       | Libéral                   |                        |                         | Libéral                   |
| 20e         | 1945–1947 | William Chisholm Macdonald | Gordon Benjamin Isnor       | Libéral                   |                        |                         | Libéral                   |
| 20e         | 1947-1949 | John Dickey                | Gordon Benjamin Isnor       | Libéral                   |                        |                         | Libéral                   |
| 21e         | 1949–1950 | John Dickey                | Gordon Benjamin Isnor       | Libéral                   |                        |                         | Libéral                   |
| 21e         | 1950-1953 | John Dickey                | Samuel Rosborough Balcolm   | Libéral                   |                        |                         | Libéral                   |
| 22e         | 1953–1957 | John Dickey                | Samuel Rosborough Balcolm   | Libéral                   |                        |                         | Libéral                   |
| 23e         | 1957–1958 |                            | Robert McCleave             | Conservateur              |                        | Edmund L. Morris        | Conservateur              |
| 24e         | 1958–1962 |                            | Robert McCleave             | Conservateur              |                        | Edmund L. Morris        | Conservateur              |
| 25e         | 1962–1963 |                            | Robert McCleave             | Conservateur              |                        | Edmund L. Morris        | Conservateur              |
| 26e         | 1963–1965 |                            | John Llyod                  | Libéral                   |                        | Gerald Regan            | Libéral                   |
| 27e         | 1965–1968 |                            | Robert McCleave (2)         | Progressiste-conservateur |                        | Michael Forrestall      | Progressiste-conservateur |

1968-........
| Parlement | Années        | Députés       | Députés          | Parti                     |
| --------- | ------------- | ------------- | ---------------- | ------------------------- |
| 28e       | 1968–1972     |               | Robert Stanfield | Progressiste-conservateur |
| 29e       | 1972–1974     |               | Robert Stanfield | Progressiste-conservateur |
| 30e       | 1974–1979     |               | Robert Stanfield | Progressiste-conservateur |
| 31e       | 1979–1980     | George Cooper |                  | Progressiste-conservateur |
| 32e       | 1980–1984     |               | Gerald Regan (2) | Libéral                   |
| 33e       | 1984–1988     |               | Stewart McInnes  | Progressiste-conservateur |
| 34e       | 1988–1993     |               | Mary Clancy      | Libéral                   |
| 35e       | 1993–1997     |               | Mary Clancy      | Libéral                   |
| 36e       | 1997–2000     |               | Alexa McDonough  | Néo-démocrate             |
| 37e       | 2000–2004     |               | Alexa McDonough  | Néo-démocrate             |
| 38e       | 2004–2006     |               | Alexa McDonough  | Néo-démocrate             |
| 39e       | 2006–2008     |               | Alexa McDonough  | Néo-démocrate             |
| 40e       | 2008–2011     | Megan Leslie  |                  | Néo-démocrate             |
| 41e       | 2011–2015     | Megan Leslie  |                  | Néo-démocrate             |
| 42e       | 2015–2019     |               | Andy Fillmore    | Libéral                   |
| 43e       | 2019–2021     |               | Andy Fillmore    | Libéral                   |
| 44e       | 2021–2024     |               | Andy Fillmore    | Libéral                   |
| 44e       | 2024-2025     |               | Vacant           | Vacant                    |
| 45e       | 2025–en cours |               | Shannon Miedema  | Libéral                   |

## Résultats électoraux
Modèle:Élection générale canadienne de 2025 — Halifax
|       | Candidat           | Parti              | # de voix | % des voix |
|       | Irvine Carvery     | Conservateur       | +04 515,  | 8,71 %     |
|       | Andy Fillmore      | Libéral            | +26 469,  | 51,07 %    |
|       | (X) Megan Leslie   | NPD                | +18 966,  | 36,59 %    |
|       | Thomas Trappenberg | Vert               | +01 750,  | 3,38 %     |
|       | Allan Bezanson     | Marxiste-léniniste | +00128,   | 0,25 %     |
| Total | Total              | Total              | 51 828    | 100 %      |

|       | Candidat         | Parti              | # de voix | % des voix |
|       | George Nikolaou  | Conservateur       | +08 276,  | 18 %       |
|       | Stan Kutcher     | Libéral            | +11 793,  | 25,64 %    |
|       | (x) Megan Leslie | NPD                | +23 746,  | 51,64 %    |
|       | Michael Dewar    | Vert               | +02 020,  | 4,39 %     |
|       | Tony Seed        | Marxiste-léniniste | +00152,   | 0,33 %     |
| Total | Total            | Total              | 45 987    | 100 %      |

|       | Candidat        | Parti              | # de voix | % des voix |
|       | Ted Larsen      | Conservateur       | +09 295,  | 20,61 %    |
|       | Catherine Meade | Libéral            | +12 458,  | 27,62 %    |
|       | Megan Leslie    | NPD                | +19 252,  | 42,69 %    |
|       | Darryl Whetter  | Vert               | +03 931,  | 8,72 %     |
|       | Tony Seed       | Marxiste-léniniste | +00162,   | 0,36 %     |
| Total | Total           | Total              | 45 098    | 100 %      |